# طروب
طروب واسمها الحقيقي أمل إسماعيل جركس (ولدت 1356 هـ / 1937 م)، مغنية وملحنة أردنية من أصل شركسي. حصلت على الجنسية اللبنانية ثم على الجنسية المصرية. عاشت في سوريا وعملت في كورال إذاعة دمشق اشتَهَرت في الستينيات والسبعينيات من القرن العشرين، ممثلةً سينمائية ومغنية مطربة. تزوَّجها سنوات المطربُ اللبناني محمد جمال وكوَّنت معه ثنائيًّا فنيًّا. من أشهر أغانيها "يا صبَّابين الشاي"، و"يا ستي يا ختيارة". ارتدت الحجاب واعتزلت الفن عام 1994 لسبب روحاني ديني.

## ولادتها ونشأتها
ولدت أمل إسماعيل جركس التي عُرفت باسمها الفني طَرُوب، في دمشق بتاريخ 22 ربيع الأول 1356هـ الموافق 1 يونيو 1937م، ثم انتقلت وهي ابنة 40 يومًا إلى عمَّان فأقامت فيها، وفي نحو السابعة أو الثامنة عادت إلى دمشق. وقد ترعرعت في عائلة فنية، فكان لوالدتها السورية صوت جميل، كما كانت عازفة جيدة على آلة العود، وشقيقتها مغنية كذلك، عرَفت أوج شهرتها في الستينيات وكانت تُدعى «ميادة» ولها لون خاص وهو الاستعراضي الخفيف حققت به بعض النجاح.
انطلقت مسيرة أمل الفنية وهي طفلة في الأربعينيات من إذاعة الشام وبرنامج «ألوان» الذي قدَّمها للجمهور بالغناء، وبعد هذه التجرِبة الأولى غيَّرت اسمها من أمل إلى طروب.

## سيرتها الفنية
انتقلت إلى بيروت في شبابها، وتزوَّجها الفنان محمد جمال (اسمه الحقيقي جمال الدين محمد تفاحة) وهي في السابعة عشرة من عمرها، وعرفت شهرتها بفضل الثنائي الغنائي والتمثيلي الذي كوّنته معه، وقد عُرفا بـ «جمال الطروب»، وكانت أول أغنية لهما «قول كمان»، أما أول عمل سينمائي فكان «الأرملة الطروب» عام 1963. وانتقلا معًا للعمل في القاهرة وتواصلت نجاحاتهما السينمائية مدة 15 سنة قبل أن ينفصلا بسبب غَيرة محمد الشديدة عليها، لتكون لها من بعده عدَّة قصص حب وعَلاقات منها بممثل لبناني يُدعى فواز حركة، وبمهندس مِعماري مصري، وبالموسيقار الراحل فريد الأطرش الذي رفضت الزواج به، وبالنجم العالمي عمر الشريف، وبالممثل الهندي سونيل ضاض، وقيل إنها رفضت الزواج بالعندليب الأسمر عبد الحليم حافظ.
عملت طروب في مشوارها الفني مع ألمع الأسماء في مجال السينما والموسيقا نذكر منهم: فريد الأطرش في أغنية «عالكرنيش»، وإسماعيل ياسين في فلم «العقل والمال»، ودريد لحام في بعض الأفلام الغنائية منها فلم «المزيفون»، وسعاد حسني في فلم «هاء 3» عام 1961، وقد أدَّتا معًا أغنية «إحنا الثلاثة وهم الثلاثة» في الفلم.
كانت طروب من السبَّاقات في الساحة الغنائية العربية بالغناء بلغات مختلفة، فقد كانت تجيد اللغة التركية، وغنَّت بها العديد من الأغاني لعلَّ أشهرها أغنية «كوربان»، وكانت كثيرًا ما تضيف لأغانيها باللغة العربية مقاطع بالتركية أو اليونانية. وشاركت في أوبريت «مهرجان البرتقال» عن القضية الفلسطينية.
أقامت طروب سنوات طويلة في بيروت وتحديدًا في منطقة الظريف وكورنيش المزرعة، لكنَّها بسبب أحداث لبنان الدامية كانت تتنقل بين سورية والأردن وتركيا ومصر وأميركا إلى أن باعت كل ما تملكه في لبنان لتستقرَّ نهائيًّا في القاهرة، قبل أن تعتزل الفن في بداية التسعينيات، وهي تملك في رصيدها مئات الأغاني الناجحة وعشرات الأفلام التي تبقى في الذاكرة.
حصلت على الجنسية اللبنانية العام 1964 عقب زواجها بالمطرب محمد جمال،. ثم حصلتُ على الجنسية المصرية بعد زواجها برجل مصري بعيد عن الوسط الفني.

## اعتزالها
لم يأتِ قرار اعتزالها بين ليلة وضحاها، ولكنها تذكر أن إشارات عدَّة وصلت إليها منذ كانت في سنِّ السادسة عشرة، لكنها أكملت طريقها في الفن، مع أنها استوقفتها وفكَّرت فيها. ثم في آخر إشارة تلقَّتها، تأكَّد لها أن قرار الاعتزال بات قريبًا، تقول: «يومها كنتُ مسافرة على متن الخطوط الجوية الفرنسية، فخُطِفت الطائرة، لكننا هبطنا بخير. شعرتُ أنني نجَوتُ بفعل قوة ربانية، وشكّلتْ هذه الإشارة حاجة للابتعاد، فتوالت بعدها إشاراتٌ مماثلة دفعتني لحسم قراري».
وقد فاجأ قرارُها الاعتزالَ في منتصف التسعينيات جمهورَها، فتساءل عن الأسباب وراءه، لا سيَّما بعد النجاح الكبير الذي حصدته، وبقي الناس يردِّدون أغنياتها حتى بعد اعتزالها، وحين سُئلت: كيف استطعتِ الانسلاخ عن الفن؟ أجابت: «كلُّ هذه الأمور باتت ورائي، وما عادت تهمُّني. أقفلتُ الباب، وما عدتُ أكترثُ للغناء والتمثيل والتلحين. لا أبالغ إن قلتُ بأن لا مزاج لديَّ لدندنة أغنية. حتى الـ (آه) الطربية لم تعُد تخرج مني».

## أعمالها الفنية

### من أغانيها
- «أبو أحمد»
- «أبو زيد الهلالي»
- «أبو شامة الأسمراني»
- «اسمح لي أقولك»
- «اعملي إشارة»
- «أقول أنت السبب»
- «البوسة عالخد»
- «الجرح الأول»
- «الحب من الله»
- «ألف مرة قولتلك»
- «الدنيا عروسة»
- «الرزق على الله»
- «أنا مسافرة ودعوني»
- «آه يا ريت»
- «أهلا وسهلا»
- «أيوب.. نياله أيوب»
- «بحبك بحر»
- «بص الأفندي»
- «بكتبلك على نجم الليل»
- «بلاش الغيرة بلاش الشك»
- «بلدي يا بلد الحبايب»
- «بيشوفني بيعمل ناسي»
- «تيك تك تيك تك»
- «جود عليا بنظرة»
- «حب جديد»
- «حبيبي سافر»
- «راح التعب»
- «زينوا ليلها»
- «سكر.. سكر»
- «شمع العرايس»
- «شوق بحبك شوق»
- «طيرت العصفور»
- «عالصالحية يا صالحة»
- «عالكورنيش»
- «عايزة قلبي»
- «عثمان آغا»
- «على بالي والله»
- «على جسر المسيب»
- «على هامان يا فرعون»
- «علمني طبعك»
- «عيد سعيد»
- «غندرة مشي العرايس»
- «فاور يا قدري»
- «قالي تسلميلي»
- «قدس المياس»
- «قدمت الساعة»
- «قولولوه سنين العداب»
- «قضايمي يا قضايمي»
- «كوربان»
- «محتارة محتارة»
- «مسيطر ع الحارة»
- «مواكب الصبح»
- «والنبي لكشه»
- «وحوي يا وحوي»
- «يا حبيبي ألف مرة»
- «يا حلاق اعملي غره»
- «يا ختي خطبوني»
- «يا ستي يا ختياره»
- «يا صبابين الشاي»
- «يا صبرية»
- «يا عمي يعقوب»
- «يا قشر البندق»
- «يا مال الشام»
- «يللي كلامك حلو يا بويا»

### الأفلام
- 1961: هاء 3
- 1965: العقل والمال
- 1965: الجاكوار السوداء
- 1965: الجبابرة
- 1965: البنك
- 1966: وداعًا يا فقر
- 1966: أنتربول في بيروت
- 1968: Bir Damat Aranıyor
- 1968: شيطان البوسفور
- 1968: النصابين الثلاثة
- 1969: طريق بلا نهاية
- 1969: Asrin Krali
- 1970: عصابة النساء
- 1972: شقة ومليون مفتاح
- 1973: غوار لاعب كرة
- 1975: المزيفون
- 1975: الاستعراض الكبير
- 1976: الحب الحرام
- 1980: تحدي الأقوياء

### المسلسلات
- 1972: أبو صياح الثاني عشر
- 1973: ملح وسكر
- الحلاق والكنز
- مذكرات زوجية[7]

## وصلات خارجية
- طروب على موقع ميوزك برينز (الإنجليزية)
- طروب على موقع ديسكوغز (الإنجليزية)